# Baszta (Gorce)
Baszta (540 m) – szczyt w Paśmie Lubania w Gorcach. Wznosi się w Tylmanowej, przy ujściu Ochotnicy do Dunajca. Wysokość względna Baszty nad lustrem wody w Dunajcu wynosi 160 m.
Baszta stanowi zakończenie grzbietu opadającego z Makowicy w widły Dunajca i Ochotnicy, dokładnie naprzeciwko mostu przez Dunajec. Zarówno do Dunajca, jak i do doliny Ochotnicy Baszta obrywa się wielkimi skalnymi blokami. Dawniej wydobywano tu kamienie do budowy dróg. Jej podnóżem, pomiędzy skałami Baszty i korytem Dunajca prowadzi droga wojewódzka nr 969. Pomiędzy Basztą a korytem Ochotnicy prowadzi tylko krótka i ślepa droga lokalna.
Podnóże Baszty pełni funkcję religijną i patriotyczną. Od strony bocznej drogi wmurowano w skały kapliczkę. Rozpoczyna się przy niej droga krzyżowa wiodąca grzbietem Baszty. Jest to tzw. „kalwaria tylmanowska”. W 2018 r. zamontowano kamień z tablicą upamiętniającą bohaterów walk 1914-1918.
Grzbiet Baszty stanowi dobry punkt obserwacyjny na dolinę Dunajca i położone na jego prawym brzegu szczyty Beskidu Sądeckiego. Wykorzystywany był w celach obronnych. W 1914 roku wojsko austro-węgierskie ciężkimi karabinami maszynowymi ostrzeliwało stąd wojska rosyjskie. We wrześniu 1939 r. na skałach Baszty był posterunek obserwacyjny polskich wojsk.
Baszta znajduje się w granicach wsi Tylmanowa w województwie małopolskim, w powiecie nowotarskim, w gminie Ochotnica Dolna. Prowadzi nią szlak turystyczny na szczyt Lubania. Jest to najbardziej uciążliwe i strome podejście w całych Gorcach.

## Szlak turystyczny
Tylmanowa (Baszta) – Makowica – Czerteż – Hala Tylmanowska – Pasterski Wierch – Lubań. Odległość 5,5 km, suma podejść 850 m, suma zejść 40 m, czas przejścia 2 godz. 40 min, z powrotem 1 godz. 30 min.

## Przypisy

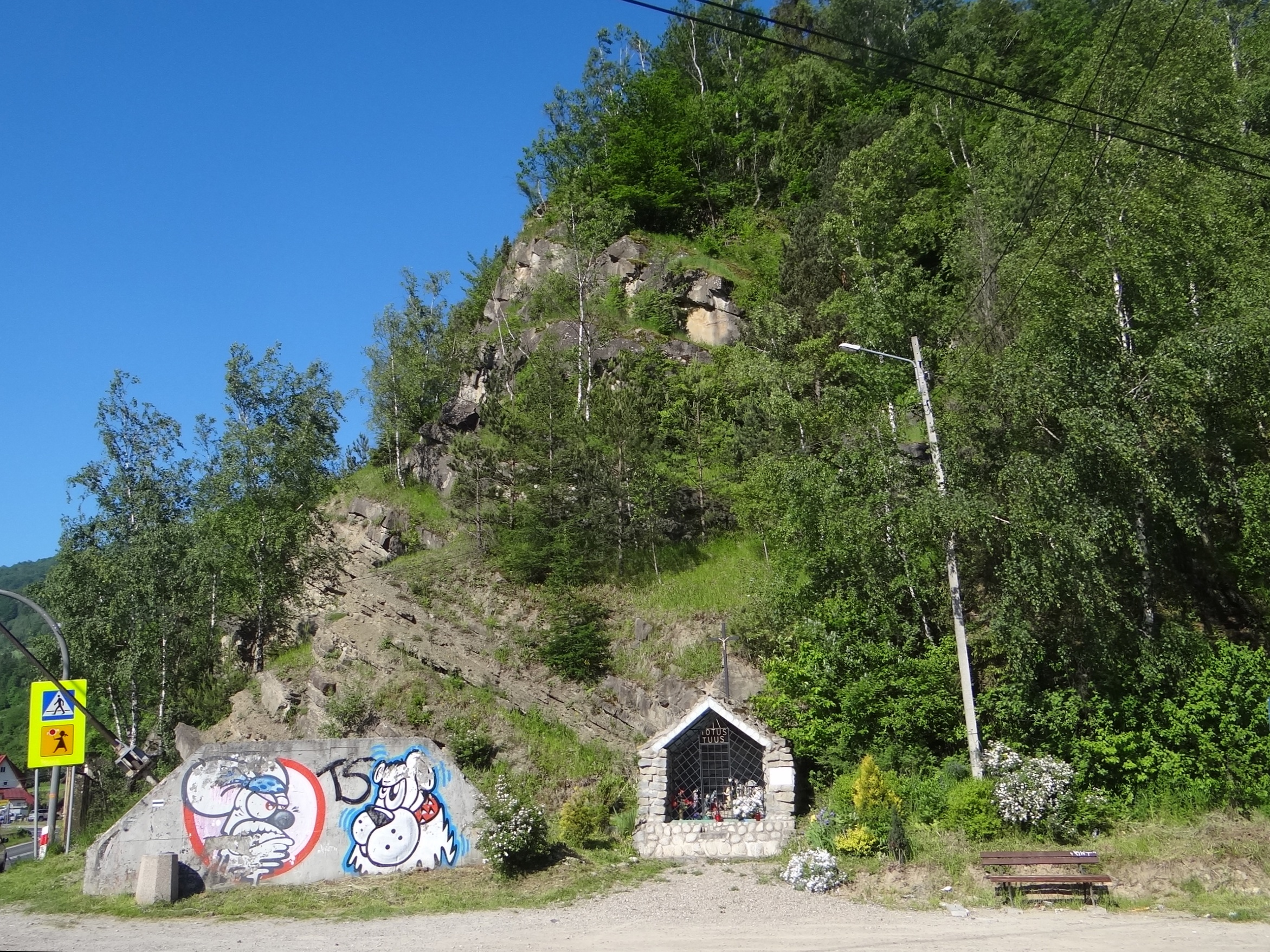
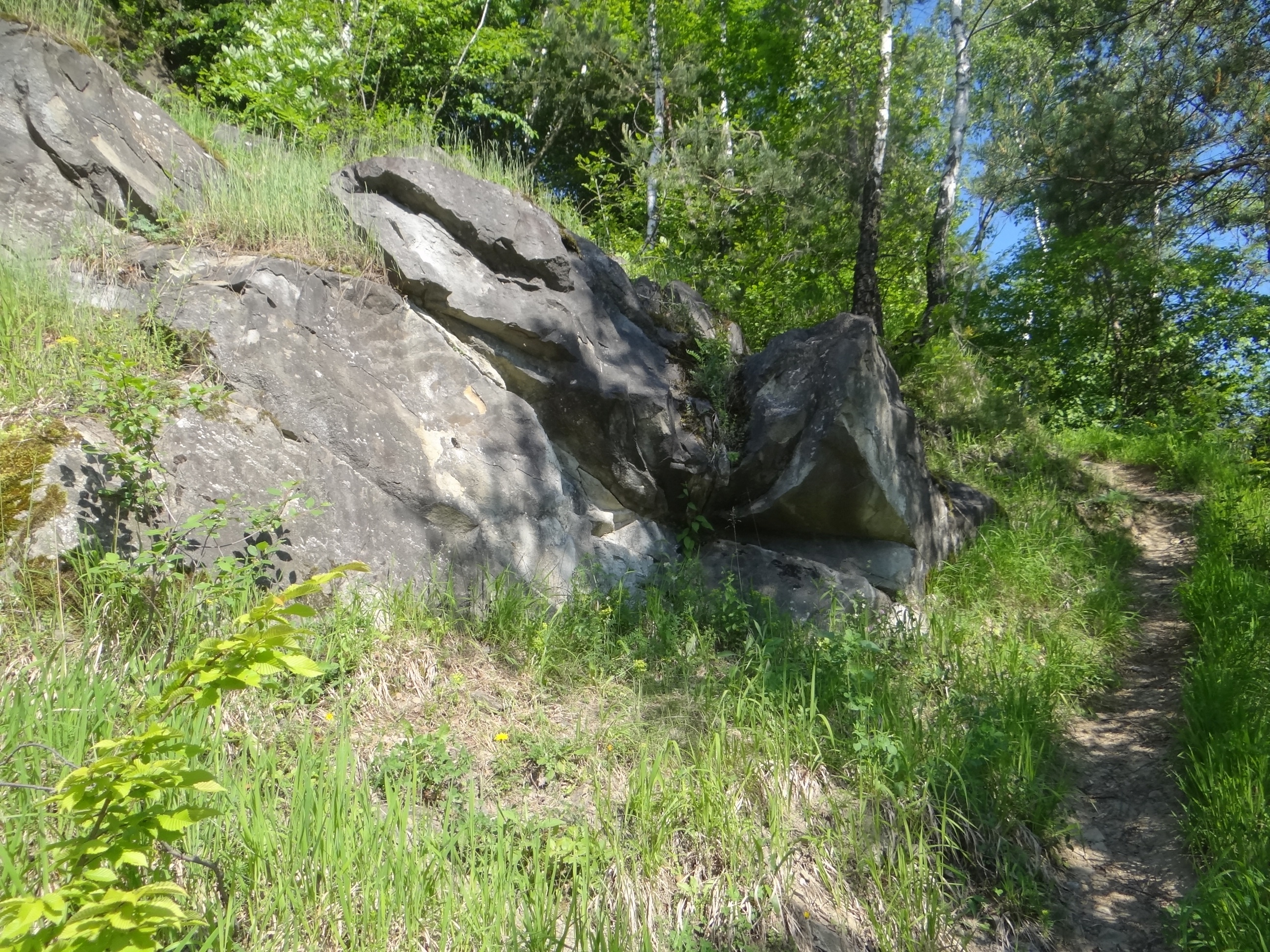
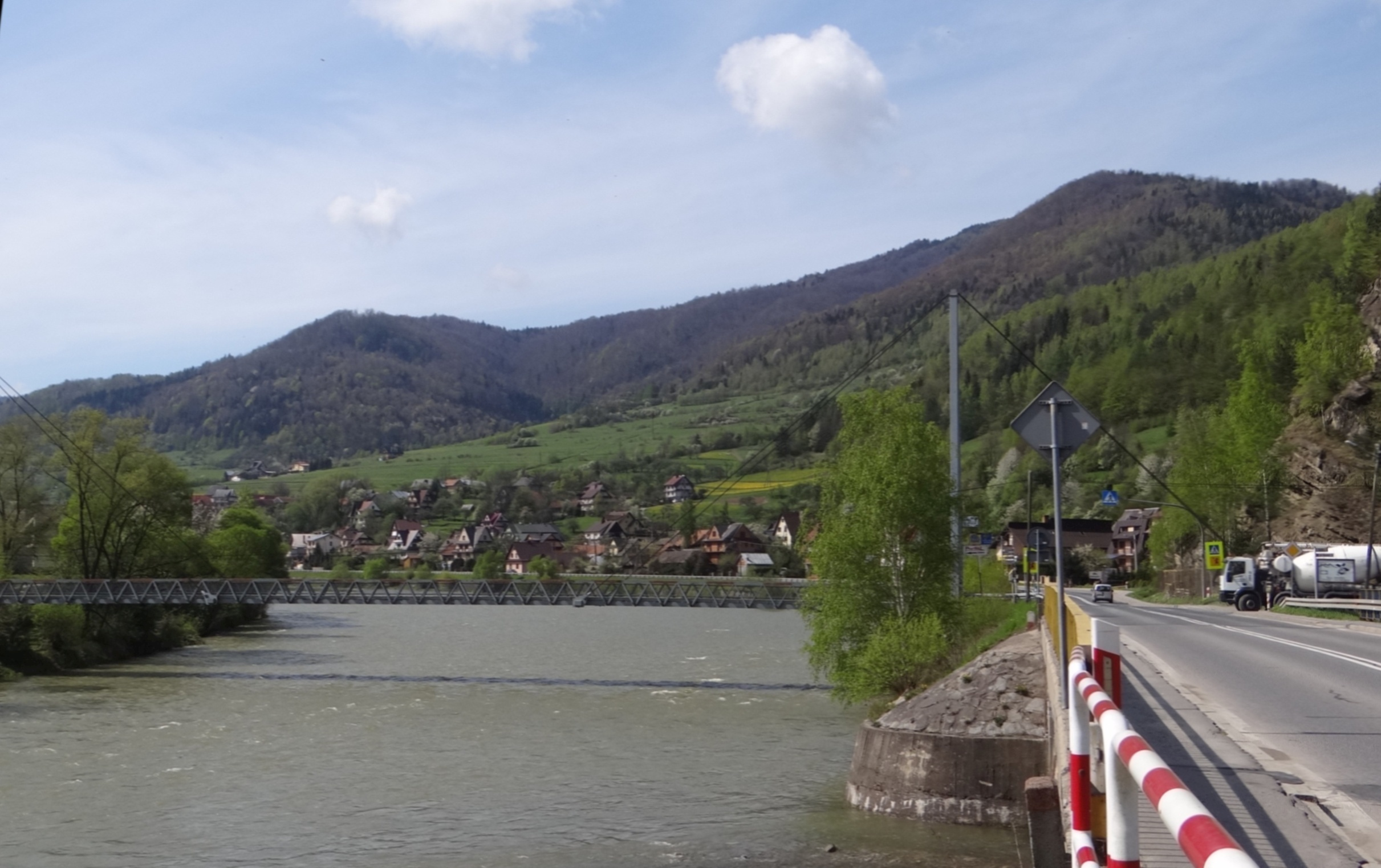
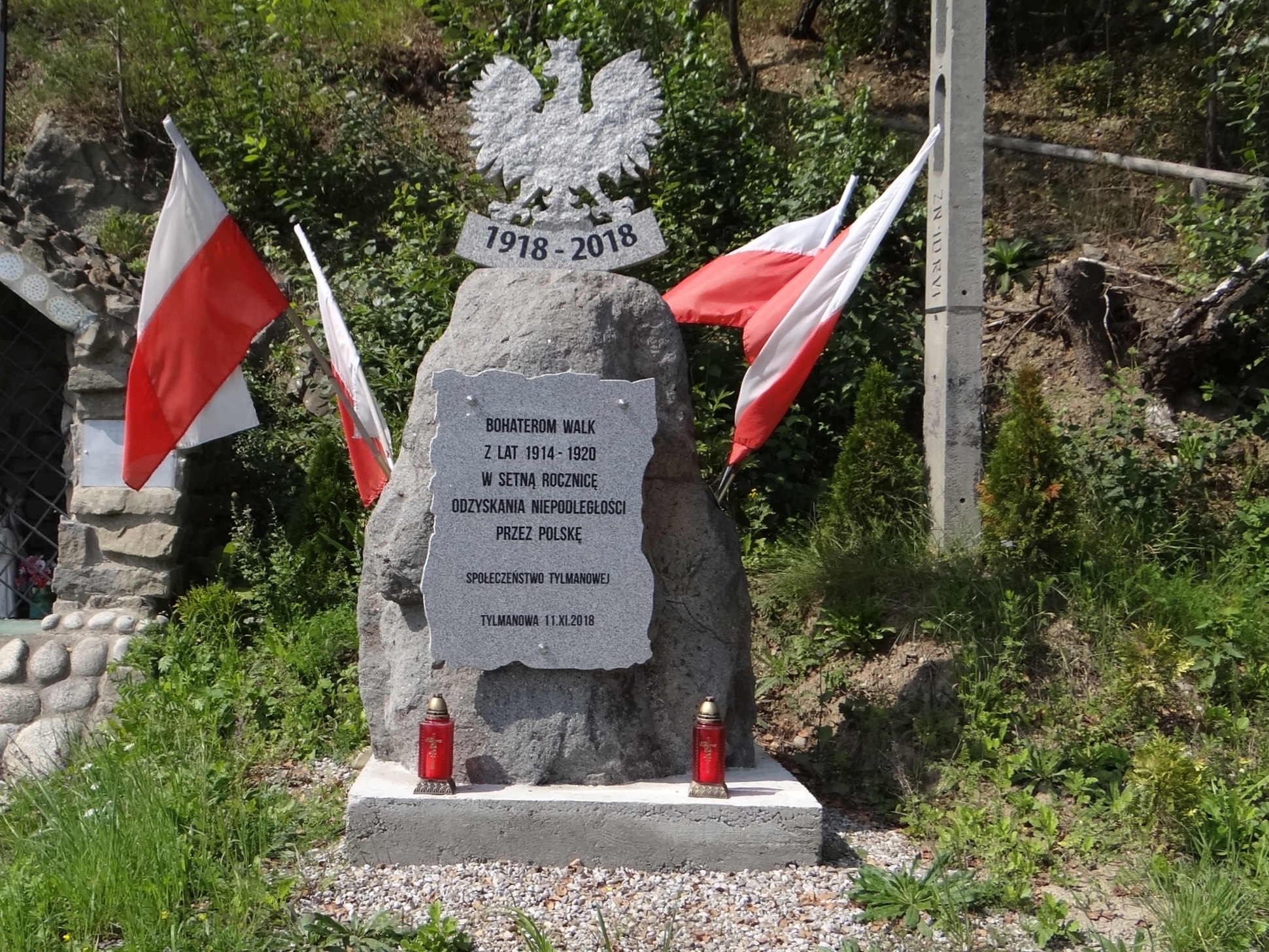